# Harmadik Szeged-Csanádi egyházmegyei zsinat
A Harmadik Szeged-Csanádi egyházmegyei zsinat egy Magyarországon 1995-ben megtartott katolikus egyházmegyei zsinat.

## Történeti előzmény
1990-ben Magyarország függetlenné válásával mód teremtődött, hogy nyugodt körülmények között valahol zsinatot tartsanak. II. János Pál pápa felhívta a figyelmet ebben az évben az egyházmegyei zsinatok fontosságára. A pápa 1991-ben Magyarországra látogatott. A zsinati előkészület elkezdődött.

## Előkészület
Gyulay Endre megyés püspök irányította az előkészületet. Kérése az volt, hogy az első csoportok munkájában– amikor arról döntöttek miről kellene határozatokat hozni -, legyenek a bizottságban világi hívek is, fele-fele arányban. Nekik ment ki az anyag észrevételezésekre, javítgatásokra. Maga a püspök rendezgette, rövidítette, lényegre irányulva. Újra elküldte az egyházközségeknek véleményezésre. A visszaérkezés után állt fel a munkadokumentum előkészítő csoport. Ezt a dokumentumot kapták a zsinati küldöttek.
1995. június 18-án a szegedi székesegyházban nyitotta meg a megyés püspök egy mise keretében a zsinatot.

## A zsinat
Június 19-én Domaszék-Zöldfáson az Ifjúsági Lelkigyakorlatos Központban kezdték meg a zsinati munkát. A zsinat idején építő jellegű javaslatok, testvéri lelkületben telt el. Az utolsó téma letárgyalása után a résztvevők visszatértek a dómba, és hálát adva, és megköszönve, a megyés püspök lezárta a zsinat munkáját, majd átvette az összes dokumentumot és jegyzőkönyvet.

## Tartalom

### Szerkezete
A zsinati dokumentum alapvetően három nagy témára osztható.
1. Szentségek.
2. Nevelés.
3. Anyagi ügyek.

A legtöbb témát további négy csoport szerint vizsgálták, illetve foglalták össze a döntéseket:
1. Teológiai megfontolások.
2. Helyzetkép.
3. Ajánlások.
4. Rendelkezések.